# Чизон ди Валмарино
Чизо̀н ди Валмарѝно (на италиански: Cison di Valmarino; на венециански: Cisòn, Чизон) е малко градче и община в Северна Италия, провинция Тревизо, регион Венето. Разположено е на 261 m надморска височина. Населението на общината е 2700 души (към 2014 г.).